# Dinastía salia
La dinastía salia o dinastía francona es una dinastía de la Alta Edad Media que llegó a tener a cuatro de sus miembros como emperadores del Sacro Imperio Romano-Germánico (1024-1125). Es también conocida como dinastía francona debido a su origen familiar y su papel como duques del Ducado Nacional de Franconia. Los cuatro reyes de Alemania también fueron coronados como Emperadores del Sacro Imperio Romano (1027-1125), y es en la historia del Sacro Imperio donde el término dinastía salia se refiere a estos cuatro emperadores.
Después de la muerte del último emperador (Enrique II) de la Dinastía Sajona, Conrado II fue primero elegido Rey de los Romanos en 1024, y tres años después (el 26 de marzo de 1027), fue coronado Emperador del Sacro Imperio Romano. Conrado era el único hijo de Enrique de Espira, conde de Worms y de Adelaida de Metz, territorios a ambos lados del Rin incluidos dentro de las fronteras de lo que en aquella época era Franconia. 
Los cuatro reyes salios de la dinastía —Conrado II, Enrique III el Negro, Enrique IV, y Enrique V— gobernaron el Sacro Imperio desde 1027 hasta 1125, y establecieron firmemente al Sacro Imperio como la mayor potencia europea de la época. Su principal logro fue el desarrollo de una estructura administrativa permanente para su imperio, basada en el ascenso de una clase social de funcionarios públicos que solo respondían ante la corona.

## Orígenes

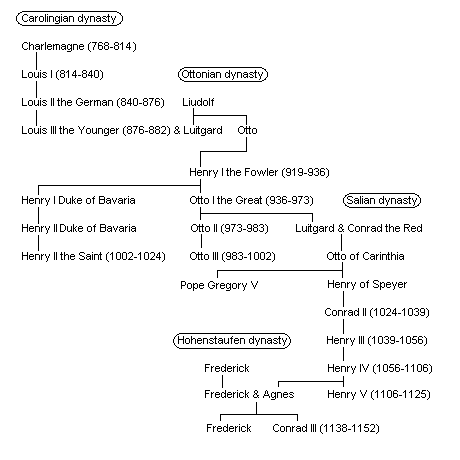
Árbol familiar de la Dinastía salia.

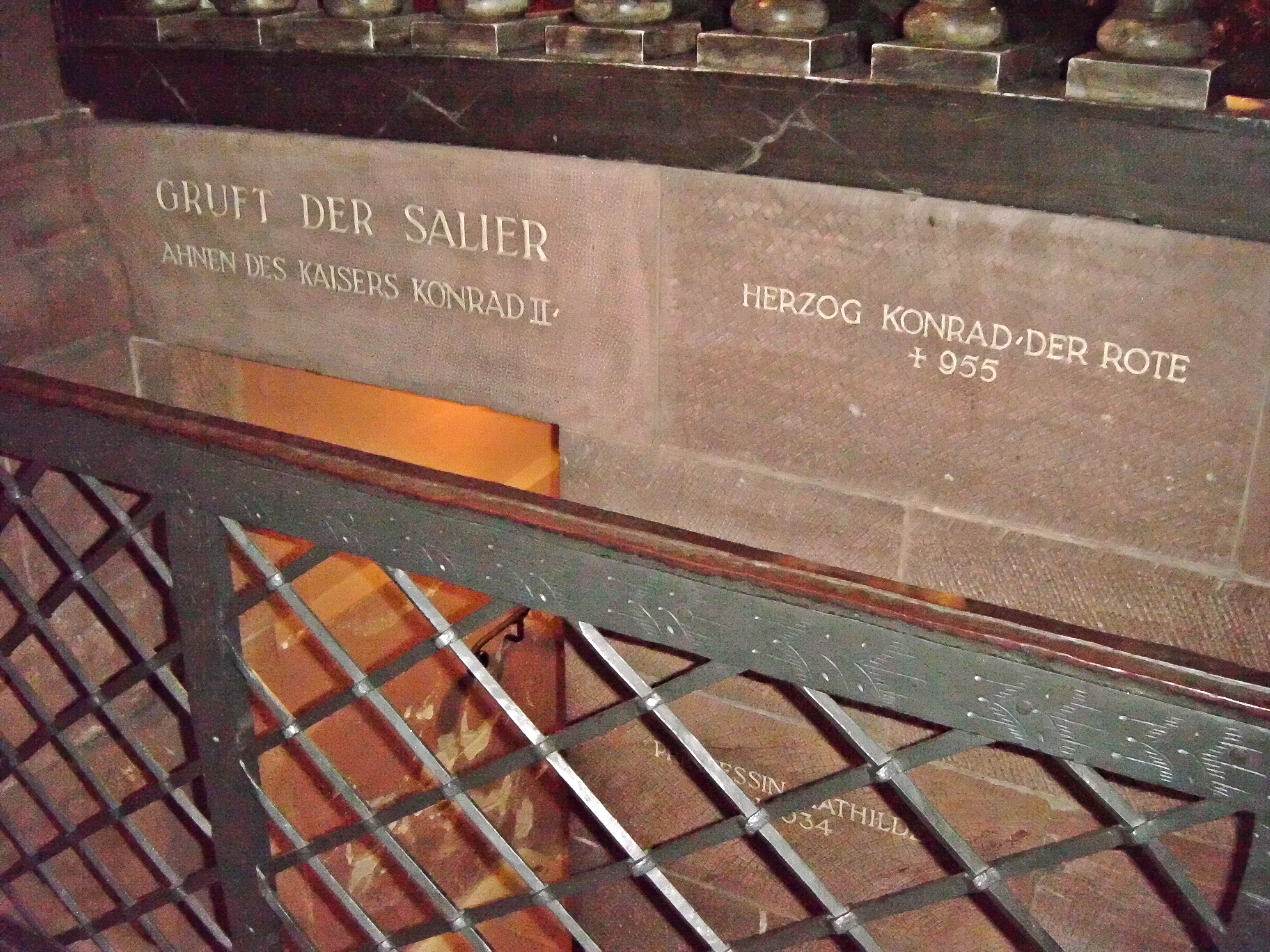
Catedral de Worms, entrada a la Cripta e inscripción del Duque Conrado el Rojo.

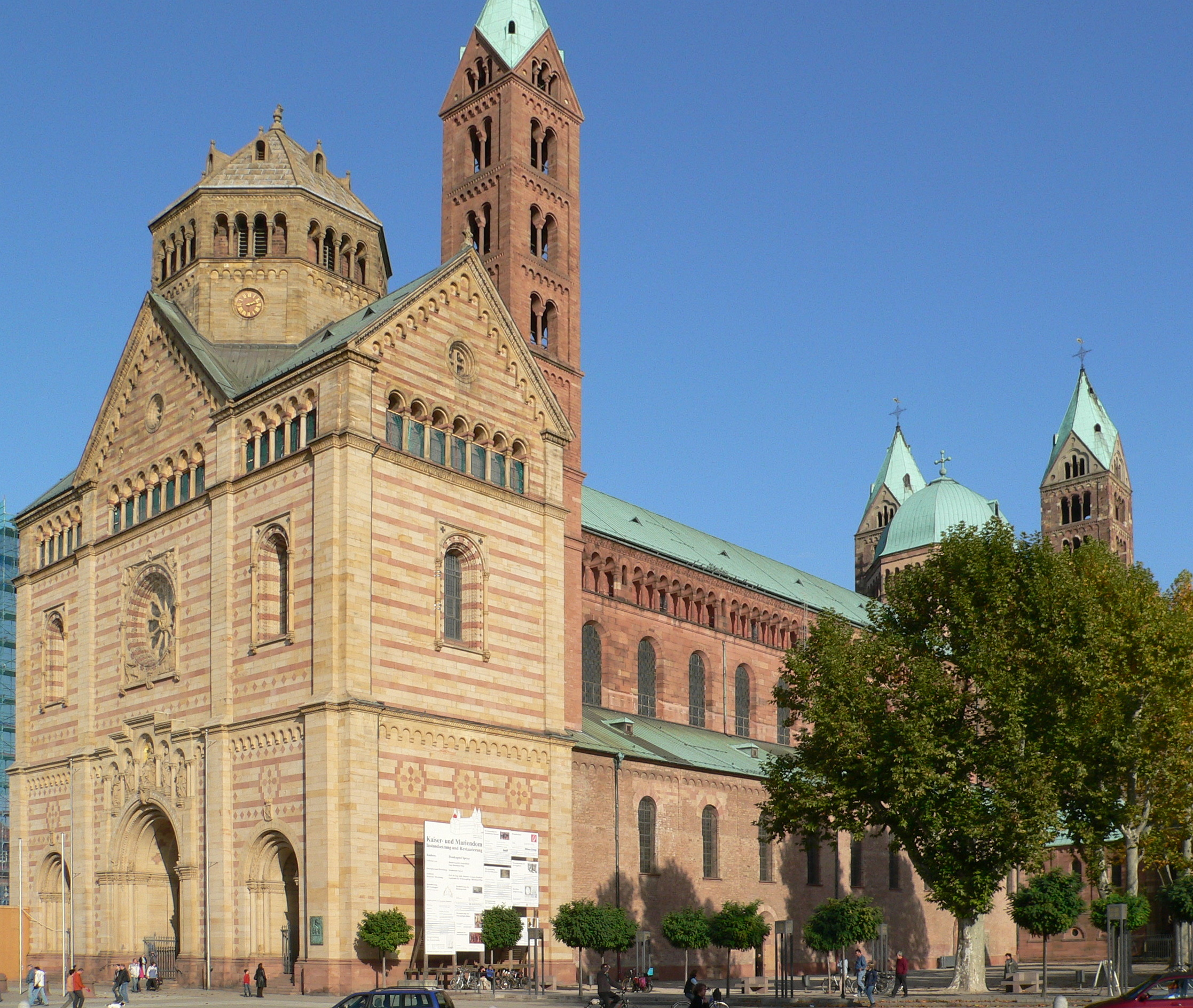
Catedral de Espira, lugar de entierro de todos los Emperadores Salios.

El ancestro de la dinastía fue Werner de Worms, padre del fundador, el duque de Lorena Conrado el Rojo, que murió en 955. Conrado el Rojo se casó con Lutgarda, una hija del emperador Otón I de Alemania (de la Dinastía Sajona), y tuvieron un hijo Otón I, duque de Carintia, que gobernó entre 978 y 1004. 
Los hijos del duque Otón fueron Conrado, duque de Carintia, Bruno de Carintia (que llegó a ser Papa con el nombre de Gregorio V) y Enrique de Espira, conde de Worms y de Espira. Enrique fue el padre del primer emperador de la Dinastía salia, Conrado II, hijo que tuvo con Adelaida de Metz. 
El Papa León IX, santo de la Iglesia católica, también está relacionado con la dinastía, puesto que su bisabuela Lutgarda de Bidgau (que se casó en segundas nupcias con Eberardo IV, conde en Nordgau antes de 959 y ancestro por línea paterna de San León IX), fue también bisabuela de Adelaida de Metz, la madre de Conrado II. Adelaida era hija de los Condes de Metz y bisnieta de Adalberto, Conde de Metz antes de 944 y primer marido de Lutgarda.

## Gobierno en el Sacro Imperio
Una de las razones del éxito de los primeros emperadores salios fue su alianza con la Iglesia, una política que empezó con el duque de Carintia Otón I, y que les dio el apoyo material y espiritual para someter a los duques rebeldes del Sacro Imperio. Con el tiempo, la Iglesia de Roma llegó a lamentar esta relación política tan próxima. La relación se rompió en la crisis de 1075, durante lo que ha sido conocido como la Querella de las Investiduras, que fue la lucha del Papa reformista Gregorio VII, que exigió al Emperador Enrique IV la renuncia de sus derechos espirituales (de un príncipe laico) sobre la Iglesia en sus dominios, bajo pena de excomunión. El Papa atacó también el concepto de monarquía de derecho divino en el Sacro Imperio y obtuvo el apoyo de significados miembros de la nobleza alemana e italiana del Sacro Imperio, interesados en limitar el poder absoluto del Emperador. Más importante todavía, el Papa Gregorio VII prohibió a los cargos eclesiásticos del Imperio, bajo pena de excomunión, seguir apoyando al Emperador Enrique IV tal y como habían hecho en el pasado. Al final, y para congraciarse con el Papa, Enrique caminó (atravesando los Alpes descalzo) hasta el Castillo de Canossa (situado en la Emilia, región al norte de Italia) para hacer penitencia y recibir la absolución de sus pecados por el Papa. Sin embargo, de vuelta en Alemania, el emperador volvió a sus prácticas sobre las investiduras seglares (el nombramiento de cargos eclesiásticos en manos de autoridades civiles) y apoyó la elección de un antipapa.
La lucha del monarca alemán con el Papado acabó en una guerra que se desarrolló en todo el Sacro Imperio desde 1077 hasta el acuerdo logrado en el Concordato de Worms, en 1122. Este acuerdo estipulaba que era el Papa quien nombraba los altos cargos de la Iglesia, pero dio al rey alemán el derecho de veto sobre las elecciones papales. El control de Italia por parte del Sacro Imperio se perdió durante un tiempo, y la corona imperial llegó a depender del apoyo que recibía de distintas facciones aristocráticas enfrentadas. El sistema feudal se expandió a medida que los hombres libres encontraron una mayor protección y seguridad jurando fidelidad a un señor local. Estos señores locales, cada vez más poderosos, obtuvieron la administración de extensos territorios con competencias militares y judiciales dentro de los mismos, organizándolos alrededor de un número cada vez mayor de castillos. Los más poderosos de esos gobernantes locales, con señorío feudal sobre otros señores menores, fueron llamados príncipes antes que duques.
De acuerdo con las leyes feudales, el monarca del Sacro Imperio no tenía poder sobre los vasallos de los otros príncipes del Imperio, solo sobre aquellos vasallos que vivían en sus territorios familiares. La falta del apoyo de los vasallos independientes, junto con la hostilidad de la Iglesia, hizo que la monarquía alemana perdiera su preeminencia. Así, la resolución de la Querella de las Investiduras reforzó el poder local en el Sacro Imperio, a diferencia de lo que estaba pasando por esa época en Francia o Inglaterra, donde se estaba desarrollado el nacimiento de un poder centralizado en torno a sus monarcas. La Querella de las Investiduras tuvo un importante efecto cultural adicional: la larga pelea entre el Emperador y el Papa hirió la vida intelectual del Sacro Imperio, refugiada en esta época en abadías y monasterios, y el Sacro Imperio no comandó ni siquiera mantuvo el ritmo de los desarrollos culturales que estaban ocurriendo en Francia o Italia. Por ejemplo, hasta el siglo XIV no se fundaron las primeras universidades en el Sacro Imperio. 
El primer rey Hohenstaufen Conrado III era nieto del emperador salió Enrique IV: su madre fue la heredera de los territorios de la dinastía salia, Agnes (o Inés) de Suabia, hija de Enrique IV y hermana del último emperador salió, Enrique V, que se casó primero con el fundador, junto con ella, de la dinastía imperial y real Hohenstaufen. Agnes se casó en 1106 en segundas nupcias con Leopoldo III, marqués de Austria y santo de la Iglesia católica, y sus altas conexiones con la dinastía reinante elevaron a Austria a Ducado, gracia concedida en el Privilegium Minus.

## Emperadores Salios
- Conrado II rey 1024-1039, emperador en 1027.
- Enrique III rey 1039-1056, emperador en 1046.
- Enrique IV rey 1056-1105, emperador en 1084.
- Enrique V rey 1099-1125, emperador en 1111.